# 野村泰治
野村 泰治（のむら たいじ、1922年〈大正11年〉11月20日 - 2002年〈平成14年〉8月4日）は、日本放送協会（NHK）、及び東京放送（TBSテレビ = 局契約）アナウンサー。

## 略歴
中央大学法学部在学中の1943年（昭和18年）12月、学徒出陣で海軍に入る。第14期予備学生。1944年（昭和19年）、第六五三海軍航空隊戦闘一六六飛行隊付。捷一号作戦で空母「瑞鶴」に配乗し、比島沖海戦に参加。3時間半の漂流後に救助。上海の中支空で終戦。海軍中尉。復員。
1946年（昭和21年）に中央大学を卒業、NHKに入局。戦後初のアナウンサーとなり、プロ野球中継を担当。1964年東京オリンピックの総合司会や『それは私です』『スタジオ102』『連想ゲーム』などの司会も務めた。
「現場にこだわりたい」との理由で、定年まで3年10か月を残しNHKを退職。最終ポストはアナウンス室チーフアナウンサー主幹（局長待遇）で、退職当時全国のアナウンサー600人中上から4番目のポストだった。フリーに転向した直後にTBSと局契約（嘱託社員）を結んで、『3時にあいましょう』の司会を1975年（昭和50年）から1988年（昭和63年）まで13年間務めた。
2002年（平成14年）8月4日20時51分、肺炎のために神奈川県横浜市内の病院で死去した。享年79。笑い顔が遺影であった。

## 出演番組
- それは私です
- スタジオ102
- 連想ゲーム
- ニュース特集
- 3時にあいましょう

## 著書
- 落日の残像 最後の母艦航空隊（光人社、1989年6月）ISBN 4-7698-0443-1
- 落日は還らず 海軍予備学生の生と死（光人社、1990年1月）ISBN 4-7698-0484-9